# Ракулик
Ракулик (словен. Rakulik) — поселення в общині Постойна, Регіон Нотрансько-крашка, Словенія. Висота над рівнем моря: 591,6 м.